# Iztapalapa
Iztapalapa Mexikóváros legnépesebb kerülete, lakossága 2010-ben meghaladta az 1,8 millió főt.

## Földrajz

### Fekvése
Iztapalapa a Szövetségi Kerület keleti részén terül el, México állam határán. Területének nagy része a tenger szintje felett körülbelül 2250 méterrel fekvő síkság, azonban nyugati részén emelkedik a Cerro de la Estrella nevű, északnyugaton a Cerro Peñón del Marqués nevű csúcs, a Tláhuac kerülettel való (déli) határán pedig egy egész sor hegy. A kerület északnyugati részén folyik keresztül (csővezetékben) a Churubusco folyó vize, délnyugati határain pedig a Canal Nacional és a Canal Chalco választja el Coyoacántól és Xochimilcótól.
A kerületet két metróvonal érinti: a 8-as, amelynek végállomása, a Constitución de 1817 is itt található, valamint a 12-es.

### Éghajlat
A kerület éghajlata meleg, de nem forró és nyáron–ősz elején csapadékos. Minden hónapban mértek már legalább 29 °C-os hőséget, de a rekord nem érte el a 35 °C-ot. Az átlagos hőmérsékletek a decemberi 15,7 és a májusi 20,0 fok között váltakoznak, fagy ritkán fordul elő. Az évi átlagosan 721 mm csapadék időbeli eloszlása nagyon egyenetlen: a júniustól szeptemberig tartó 4 hónapos időszak alatt hull az éves mennyiség közel 75%-a.
| Hónap                                   | Jan. | Feb. | Már. | Ápr. | Máj. | Jún. | Júl. | Aug. | Szep. | Okt. | Nov. | Dec. | Év   |
| --------------------------------------- | ---- | ---- | ---- | ---- | ---- | ---- | ---- | ---- | ----- | ---- | ---- | ---- | ---- |
| Rekord max. hőmérséklet (°C)            | 29,0 | 31,0 | 33,0 | 34,0 | 34,0 | 32,0 | 32,0 | 31,0 | 31,0  | 31,0 | 31,0 | 31,0 | 34,0 |
| Átlagos max. hőmérséklet (°C)           | 25,4 | 27,8 | 28,8 | 29,1 | 29,1 | 27,8 | 27,3 | 27,2 | 27,4  | 26,4 | 26,2 | 25,3 | 27,3 |
| Átlaghőmérséklet (°C)                   | 15,8 | 17,5 | 18,6 | 19,2 | 20,0 | 19,2 | 18,8 | 18,6 | 18,7  | 17,7 | 16,8 | 15,7 | 18,0 |
| Átlagos min. hőmérséklet (°C)           | 6,1  | 7,2  | 8,4  | 9,4  | 11,0 | 10,5 | 10,2 | 10,1 | 10,0  | 9,0  | 7,4  | 6,1  | 8,8  |
| Rekord min. hőmérséklet (°C)            | −3,0 | 3,0  | 2,0  | 6,0  | 5,0  | 5,0  | 4,0  | 3,0  | 4,0   | 4,0  | 0,0  | −4,0 | −4,0 |
| Átl. csapadékmennyiség (mm)             | 11   | 6    | 13   | 24   | 63   | 135  | 140  | 142  | 117   | 56   | 7    | 6    | 721  |
| Forrás: Servicio Meteorológico Nacional |      |      |      |      |      |      |      |      |       |      |      |      |      |

## Népesség
A kerület népessége a közelmúltban sokáig folyamatosan növekedett, de az utóbbi években kicsit csökkent:
| Év   | Lakosság  |
| ---- | --------- |
| 1990 | 1 490 499 |
| 1995 | 1 696 609 |
| 2000 | 1 773 343 |
| 2005 | 1 820 888 |
| 2010 | 1 815 786 |

## Története
A kerület neve a navatl nyelvből származik, az Iztapalli jelentése kőlap, az atl vizet jelent, az apan pedig egy helyjelölő szó, így a teljes név valami olyasmit jelenthet, hogy a kőlapok vizében. A települést a 10. században alapították a csicsimékek.

A Mexikói-völgy térképe a 16. század elején

A Ramírez kódex szerint amikor a mexikák Culhuacánból Mexicaltzingóba menekültek, Iztapalapa átmeneti szálláshelyükül szolgált. A 14–15. században a területet a tepanékok hódították meg, akiknek a mexikákkal való háborúskodása alatt, 1377-ben kezdődött el Culhuacán hanyatlása. A 14. század elején így Iztapalapa a tepanék vezető, Tezozómoc szövetségesévé vált, majd a spanyolok megérkezéséig Tenochtitlannal állt szövetségben.
Ezekben az időkben az egész vidéket, a Mexikói-völgyet egy hatalmas tórendszer borította. Hernán Cortés leírása szerint a 16. század elején Iztapalapát mintegy 12–15 ezer fő lakta, a város egy része szárazföldön épült fel, másik része a tavon úszó csinampákból állt. Több díszes palota nagy udvarral, széles, virágokkal és gyülömlcsfákkal szegélyezett sétányok jellemezték ekkor a gazdag települést. Egy másik leírás kiemeli, hogy a környező városok útjai gátakként is szolgáltak, az iztapalapai gát a Xochimilcói-tavat választotta el a Mexikói-tótól, így a legfontosabb útvonal volt Tenochtitlan és a déli települések között, valamint Iztapalapánál indult északra az Albarradón de Nezahualcóyotl nevű hatalmas kőfal, ami pedig a Texcoco-tó és a Mexikói-tó között húzódott.
A spanyolok megérkezésekor a város jórészt megsemmisült, így elvesztette korábbi jelentőségét, egyszerű mezőgazdasági településként élt tovább, bár aztán a Mexikói-völgy 15 corregimientójának egyikének székhelye lett belőle. Egészen a 20. század elejéig a város lakói a Cerro de la Estrella hegy északi oldalán és a csinampákon éltek, és főként fehér- és sárgarépát, hagymát, salátát, káposztát, csilipaprikát, azték zsályát, tököt, articsókát, zellert, céklát, rozmaringot, póréhagymát, paradicsomot és egyéb levélzöldségeket termeltek, állatokat tenyésztettek, madarakra (főként kacsákra és ludakra) vadásztak, valamint halászattal és sólepárlással foglalkoztak.
Iztapalapát Mexikóvárossal csatornák kötötték össze, a legfontosabb, a Canal Nacional nevű csatornát három rész alkotta: a Viga, a Xochimilco és a Chalco nevű, az elsőből több leágazás indult ki, amelyek a Tezontle és a Moral-csatornán keresztül kötötték össze azt Iztapalapával. A völgy évszázadokon keresztül tartó kiszárításával a víz Iztapalapa környékéről is visszaszorult. A Viga-csatornán 1940-ig lehetett hajózni, az 1950-es évekre ezek a déli csatornák már szinte teljesen szárazok voltak. Az utolsó csinampák az 1980-as években tűntek el.
1906-ban hozták létre Iztapalapa községet, de amikor 1929-ben a Szövetségi Kerületben megszűntek a községek, és 12 kerületté szerveződtek, Iztapalapa lett az egyik ezek közül.

## Turizmus, látnivalók
A kerületben számos régi műemlék található, nagy részük vallási épület. A 16. században épült a ma múzeumként hasznosított Szent János apostol-, vagy Szent Mátyás-templom és a hozzá tartozó kolostor, a 16–18. században a Santiago Acahualtepec-templom, a 19-edikben a San Lorenzo Tezonco-, a 16–20-adikban a Santa Martha Acatitla-, a 17-edikben a San Andrés Apóstol Tetepilco-, a 16-okdikban a San Marcos Mexicaltzingo-, a 18–19-edikben a San Juan Bautista Nextipac- és a 18-adikban a Santa María Aztahuacán-templom, a 17. századból származik a Szent Lukács-parókia, a 17–20-adikból a Señor de la Santa Cruz Meyehualco-parókia, a 16-odikból a San Marcos Mexicaltzingo-kolostor, a 16–20-adikból a Santa Martha Acatitla-kolostor, a 19. század építménye a Divino Salvador del Calvario-kápolna, a 16–20-adiké a Santa Magdalena Atlazolpa-, míg a 18-adiké a Asunción de María-kápolna.
A világi műemlékek közül jelentős egy ősi piramis, egy 16. századi papírmalom romjai, a San Nicolás Tolentino hacienda (18–19. század), a 18. századi El Vergel vagy Garay híd, valamint két múzeum: a Fuego Nuevo és a Cabeza de Juárez.